# Велосипедная трансмиссия
Велосипедная трансмиссия передаёт усилие от ног человека к колесу. Трансмиссия бывает нескольких видов, но в подавляющем большинстве случаев используется цепная передача.

## Цепь

Велосипедная цепь

Велосипедная цепь предназначена для передачи крутящего момента с ведущей звездочки велосипеда на ведомую. При этом степень эффективности цепи может составлять до 98 %. Цепь может также быть частью переключателя скоростей.
Велосипедные цепи различаются шириной и расстоянием между осями («пинами»), скрепляющими звенья цепи. Ширину цепи определяет количество ведомых звездочек на кассете.

## Переключатель скоростей

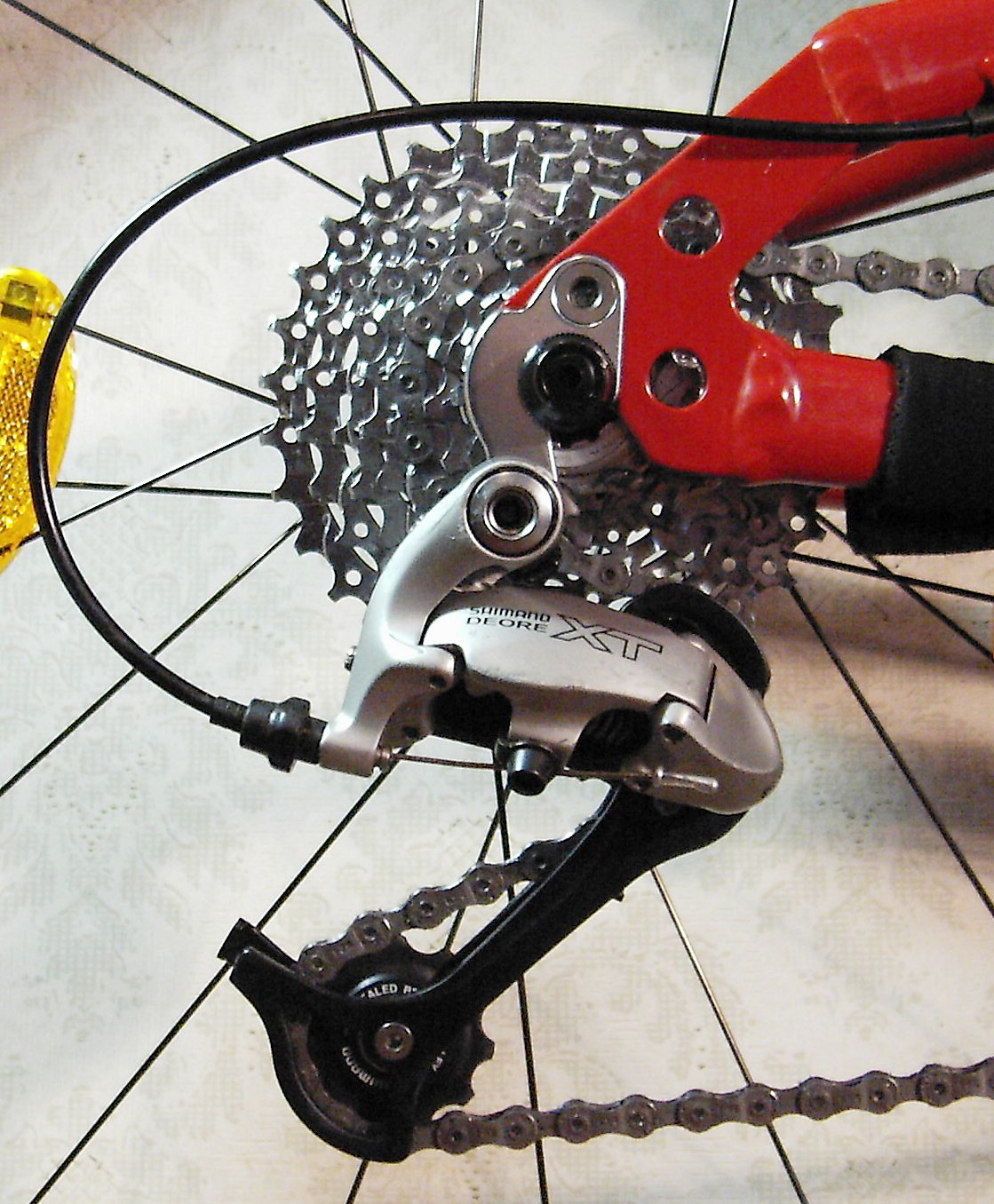
Задний переключатель передач

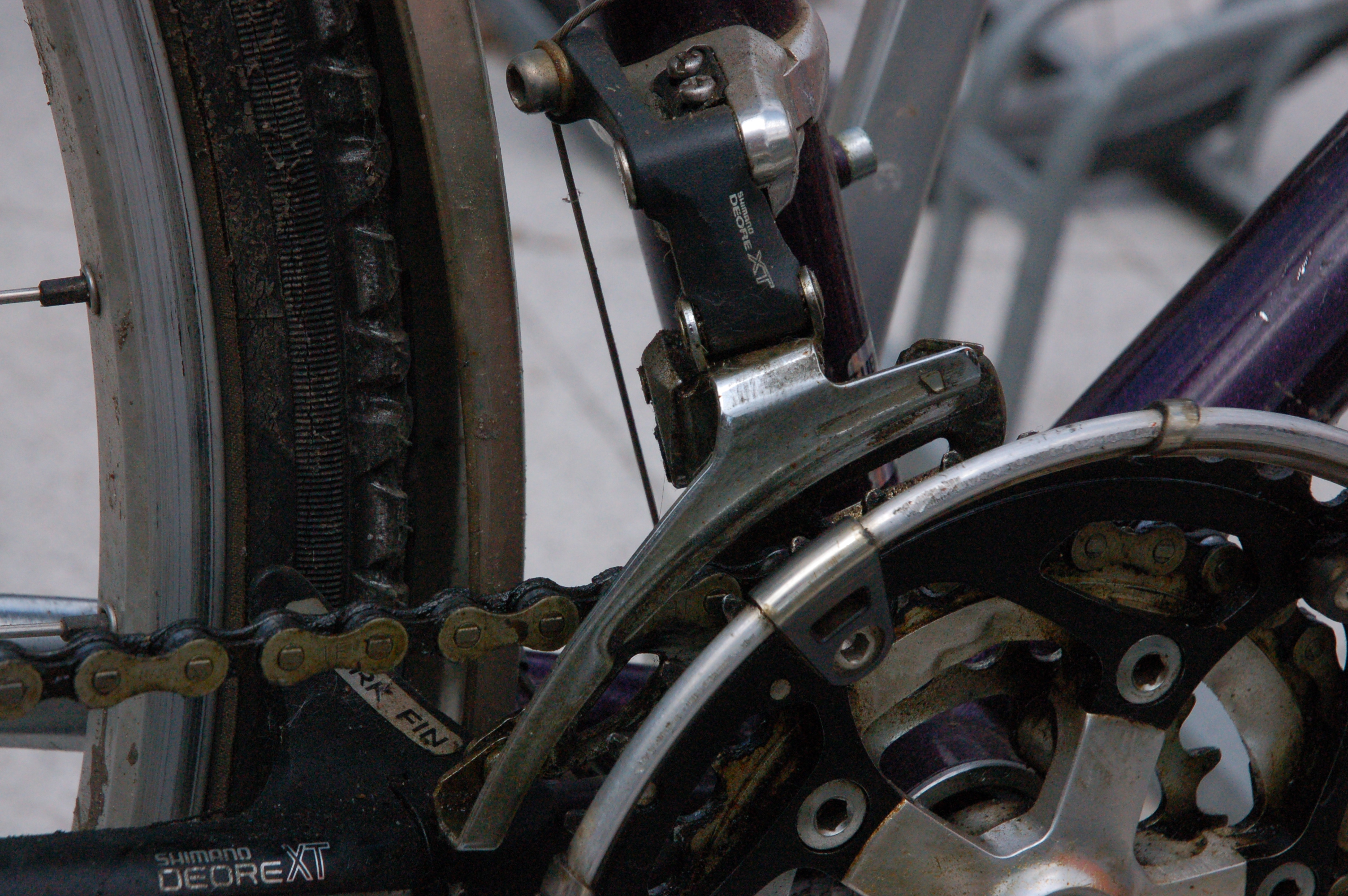
Передний переключатель передач

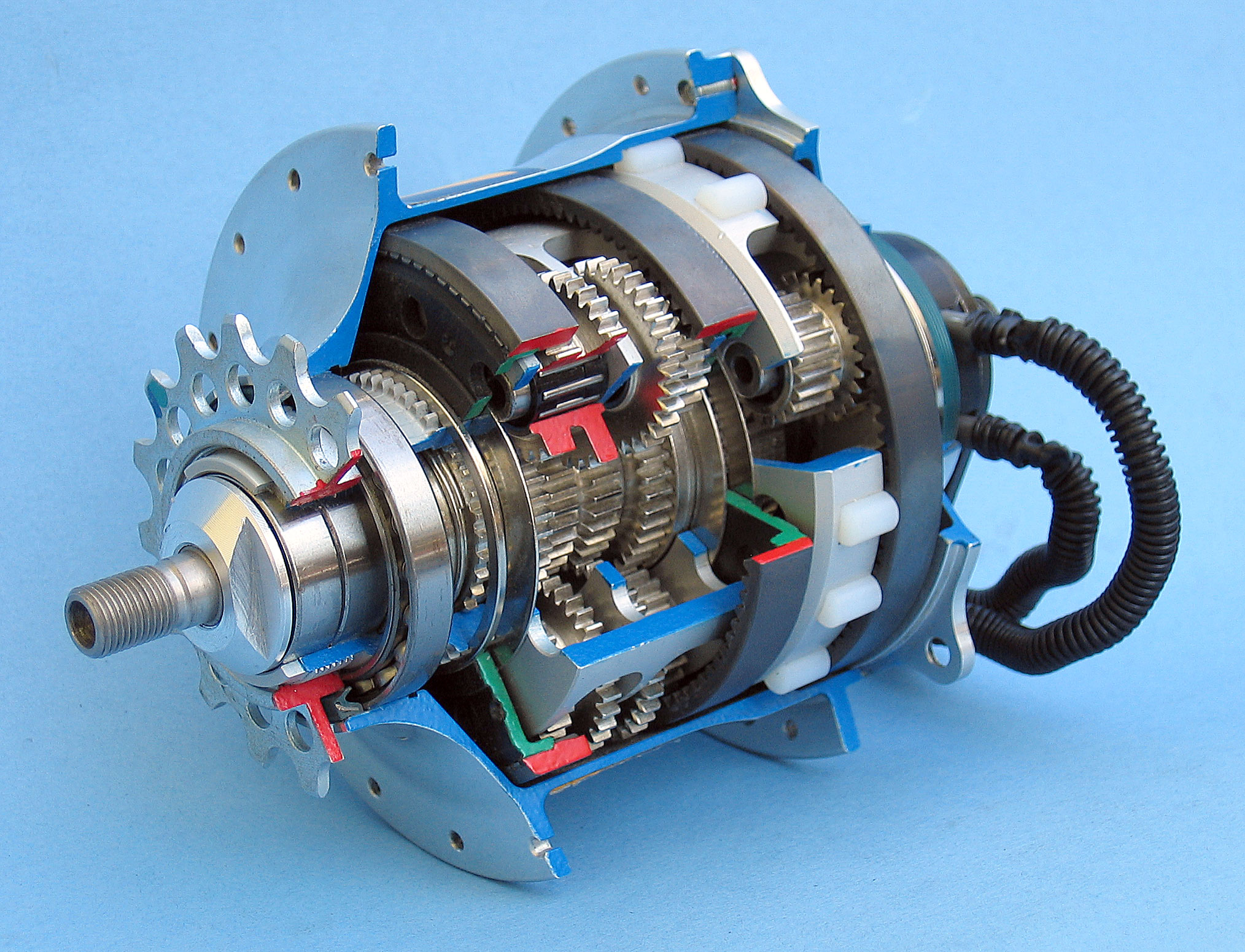
Rohloff-планетарный механизм переключения передач

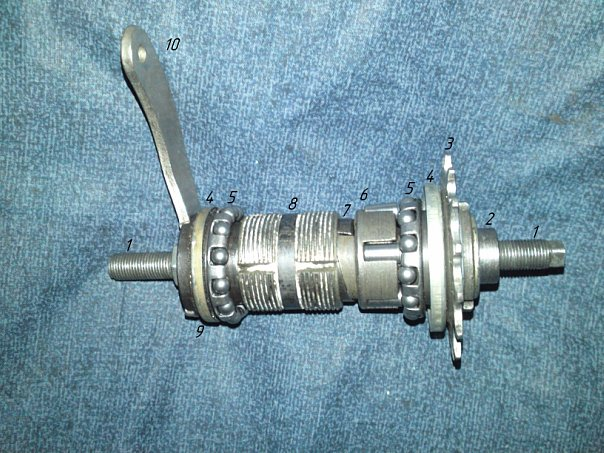
Втулка односкоростная в разборе (с велосипеда ММВЗ):
1. Ось;
2. Конус правый;
3. Звёздочка;
4. Пыльники;
5. Подшипники шариковые;
6. Обгонная муфта;
7. Конус тормозной;
8. Колодки тормозные пружинные;
9. Конус левый;
10. Рычаг тормозной

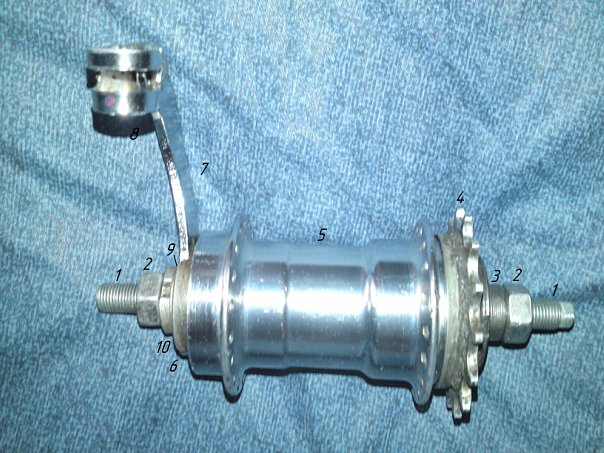
Та же втулка в сборе:
1. Ось;
2. Гайки крепёжные;
3. Конус правый;
4. Звёздочка ведущая;
5. Втулка задняя (барабан тормозной);
6. Конус левый;
7. Рычаг тормозной;
8. Хомут;
9. Шайба с усиком;
10. Гайка шлицевая

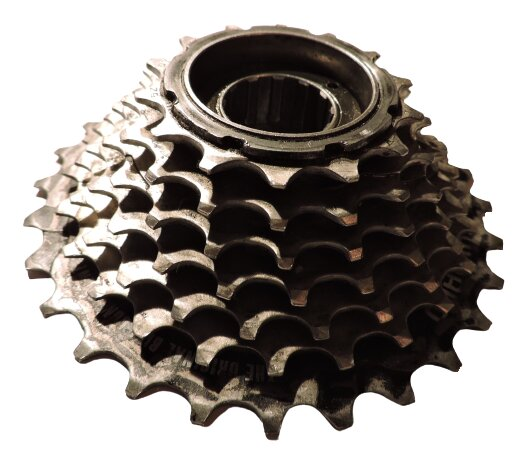
Классическая трещотка
на 7 звёзд

Переключатель скоростей — часть трансмиссии, предназначенная для изменения частоты вращения и крутящего момента. Иногда переключатели называют суппортами. Переключение передач управляется ручкой переключения.
В простейшем случае велосипед имеет фиксированную передачу, однако при вращении педалей максимальную мощность человек развивает в достаточно узком диапазоне частот вращения (80-100 полных оборотов в минуту). Переключение скоростей изменяет передаточное отношение и позволяет получать оптимальные частоты вращения педалей (каденс) на разных скоростях движения велосипеда, поэтому многие велосипеды оборудованы такими механизмами переключения. Это позволяет повышать тяговое усилие при движении в гору или по бездорожью без перегрузок для велосипедиста, или, наоборот, развивать максимальную скорость на благоприятствующих этому участках пути.

## Иные виды трансмиссии

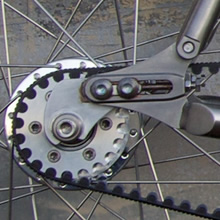
Ремённый привод задней втулки

Кроме цепной передачи, существуют также другие виды трансмиссии велосипеда.
- Прямая передача. Педали фиксируются непосредственно к втулке ведущего колеса, один оборот педалей соответствует одному обороту колеса. Такой вид передачи использовался на ранних моделях велосипедов, например пенни-фартинг, а также используется на детских трёхколесных велосипедах (трициклах) и одноколёсных моноциклах.
- Зубчатая передача. Крутящий момент передаётся посредством ряда зубчатых шестерней. Такой вид трансмиссии также использовался на ранних велосипедах.
- Вальная передача. Передача крутящего момента происходит через вращающийся вал.
- Ременная передача. Крутящий момент передаётся с помощью шевронного ремня. Преимущества: в отличие от цепи не пачкается, не требует смазки, более долговечен. Недостатки - только планетарные механизмы переключения поддерживаются в данный момент. Требуется рама c разъемным задним дропаутом или пером (ремни неразъемны).
- Гидравлическая передача. Передача крутящего момента от кареточного узла к колесу происходит через гидравлическую систему.
- Электрическая передача — пара генератор-двигатель (колесо-мотор).